# Ruta Provincial 6 (La Pampa)
La Ruta Provincial 6 es una carretera de Argentina en la provincia de La Pampa. Su recorrido total es de 157 km totalmente de tierra natural.

## Recorrido
Tiene como extremo este al límite con la Provincia de Buenos Aires.
Corre de este a oeste de la provincia, totalmente en línea recta por el paralelo 35°54'20 S.
En sus primeros 50 km hasta la Ruta Provincial 7, la ruta es el límite entre el departamento Maracó al norte y el departamento Quemú Quemú al sur.
Al llegar a la Ruta Nacional 35 pasa a ser la Ruta Provincial 102 de asfalto por unos 11 km.
Finaliza en el límite con la Provincia de San Luis.